# Veluwerally

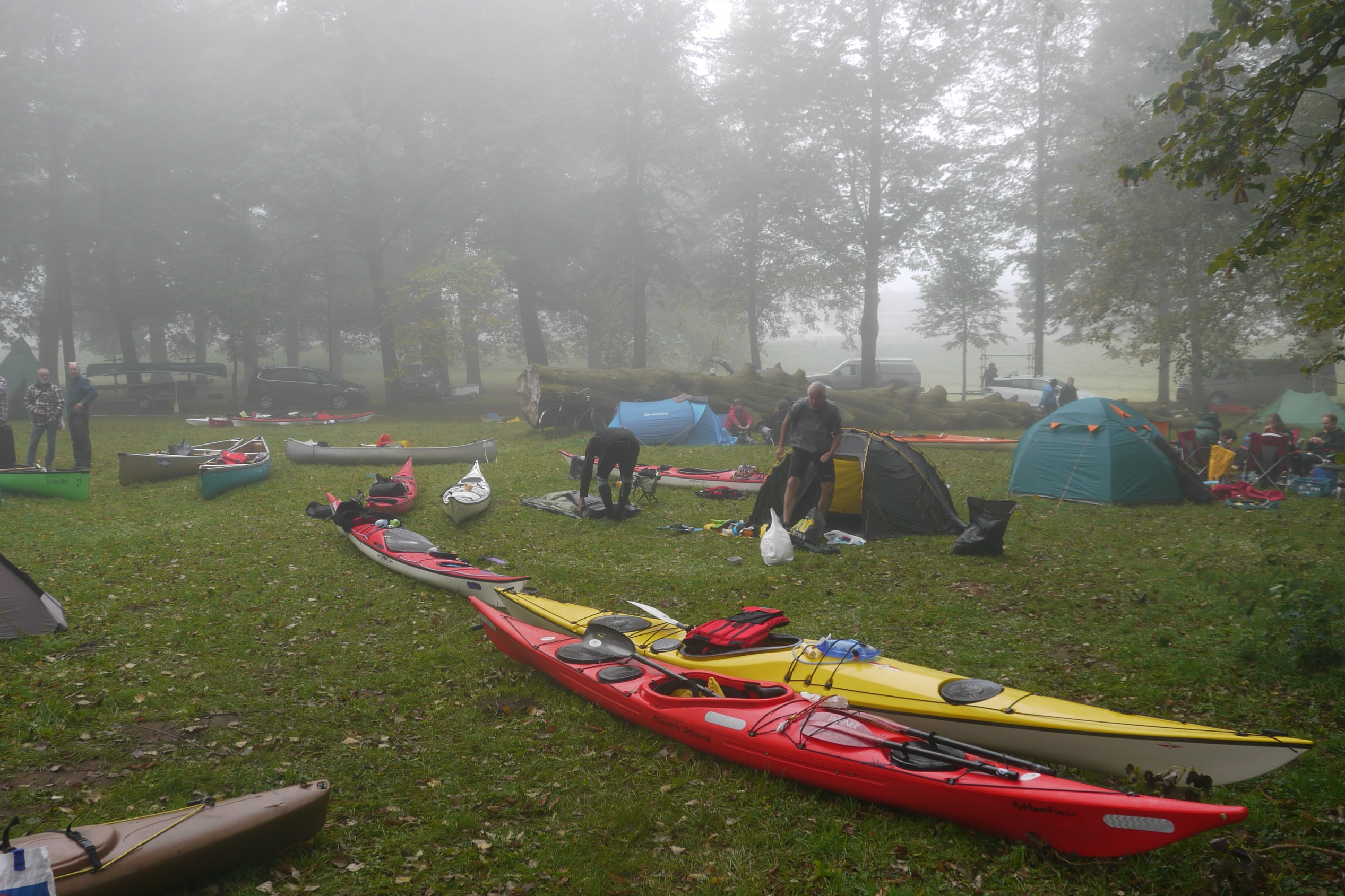
kamperen bij camping De Worp, op de ochtend voor vertrek.

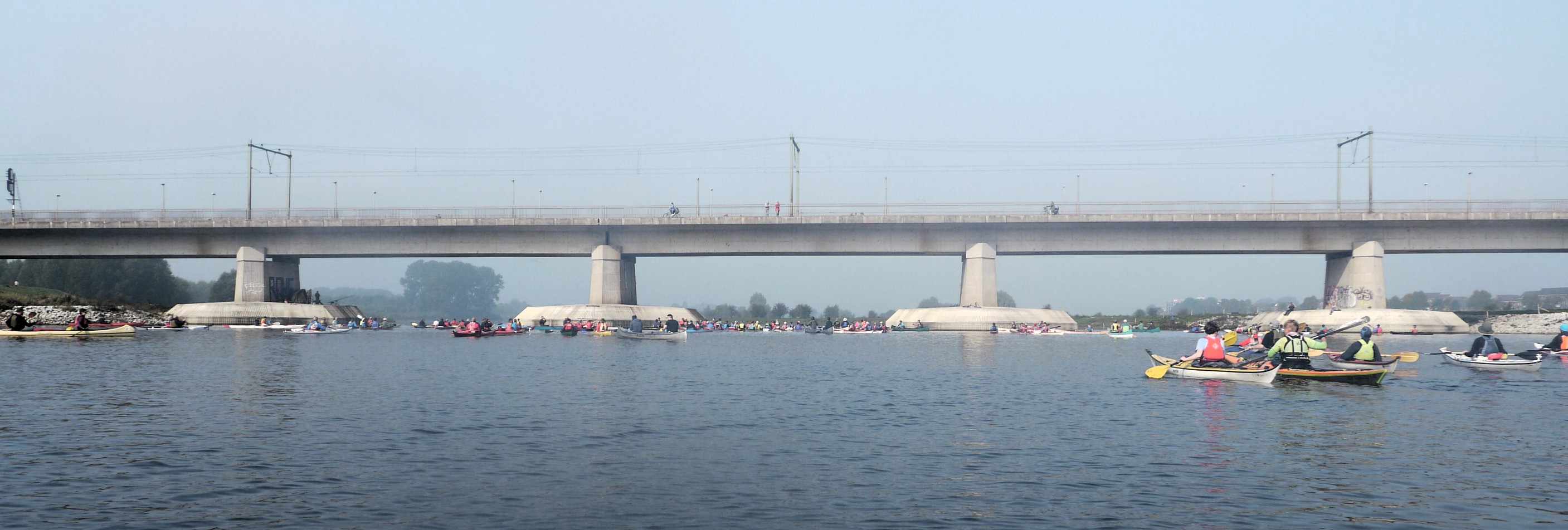
honderden kano's vertrekken in korte tijd.

De Veluwerally is een jaarlijkse kanotocht over de IJssel, waaraan doorgaans tussen de 300 en 400 mensen deelnemen. De tocht wordt jaarlijks verzorgd door een samenwerkingsverband van meerdere lokale kanoverenigingen.

## Geschiedenis
Deze rally werd in 1977 voor het eerst gehouden. Aanvankelijk was het startpunt gelegen bij Café Ruysch aan het Apeldoorns Kanaal ter hoogte van Lieren over de Veluwe, waaraan de tocht zijn naam te danken heeft. Dat kanaal werd in zuidelijke richting gevaren tot aan Dieren. Daar werd overgedragen naar de IJssel en daarover voer men vervolgens stroomafwaarts richting Kampen.
In latere jaren verhuisde de start van de rally naar Giesbeek waar achtereenvolgens twee verschillende startplaatsen waren nabij de recreatieplas Rhederlaag, en ging men over de IJssel varen. In 2011 is de tocht voor het eerst niet doorgegaan wegens een te lage waterstand. De rivier was daardoor zo smal geworden dat er gevaar ontstond voor interactie met de beroepsvaart. In 2015 was het water weer te laag voor een start in Giesbeek, en er werd tijdelijk verhuisd naar Deventer, omdat de IJssel daar breder is en men dan minder gevoelig is voor lage waterstanden. Sindsdien is besloten om blijvend vanuit Deventer te vertrekken.

## Huidige situatie
De tocht wordt altijd gehouden op de laatste zondag in september. Omdat mensen soms van ver komen en er vroeg gestart wordt, maakt ongeveer de helft van de deelnemers gebruik van de mogelijkheid om de nacht ervoor te kamperen bij de startlocatie in Deventer.
De tocht kent vier verschillende afstanden: 20, 35, 50 en 80 kilometer. De finishplaatsen zijn Wijhe, Hattem en Kampen. De 80 km-afstand begint stroomopwaarts en eindigt uiteindelijk net als de 50 km in Kampen.
In 2017 was er voor het eerst een proloog op zaterdag vanaf Zutphen.